# Museumshafen Willemsoord

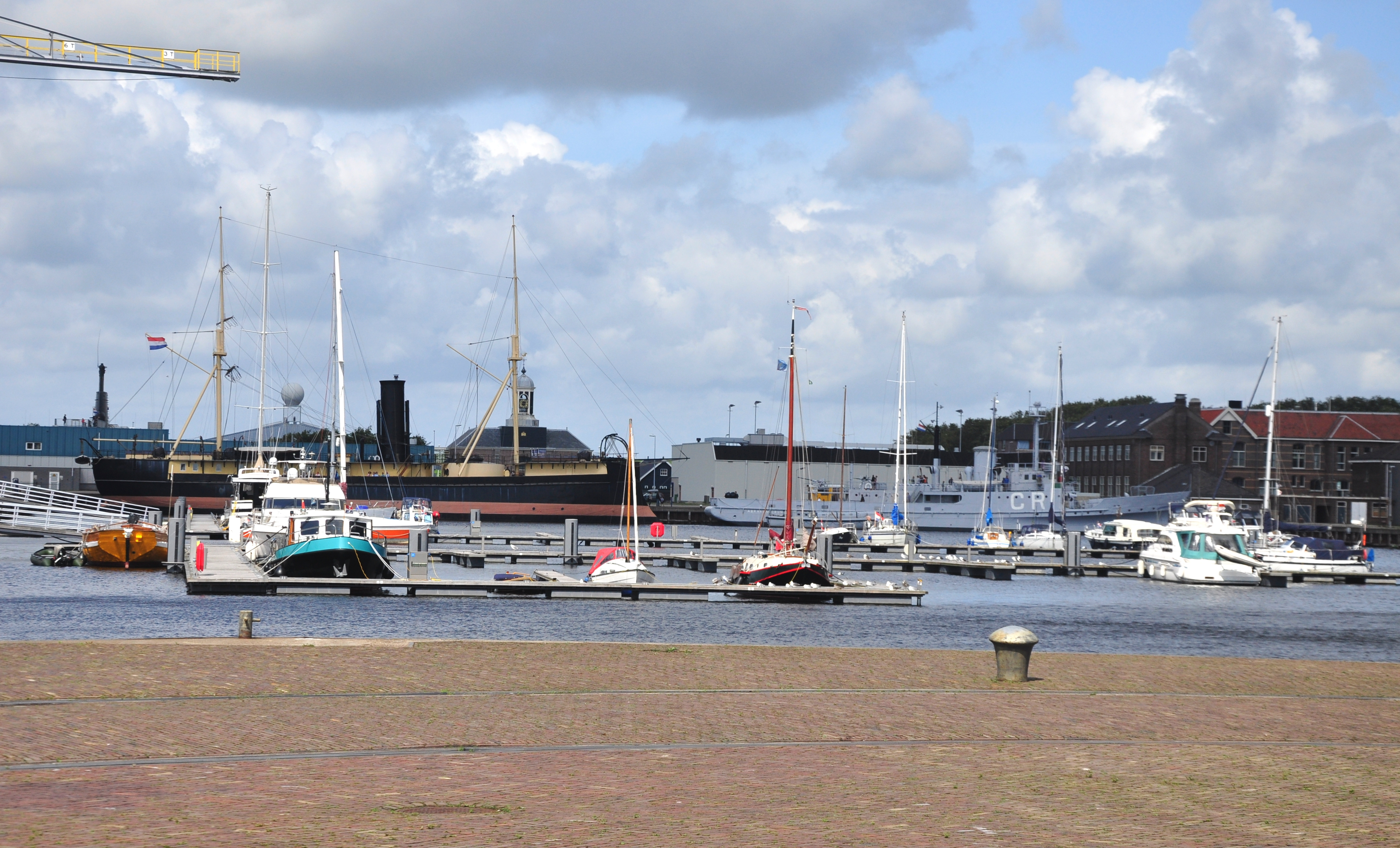
Blick auf das Hafenbecken von Willemsoord, heute als Anlegestelle für private Yachten genutzt. Im Hintergrund Ausstellungsobjekte des Marinemuseums: der hohe Turm des an Land stehenden U-Bootes Tonijn, ein historisches Rammschiff sowie das Minenräumboot Abraham Crijnssen.

Der Museumshafen Willemsoord (niederländisch Museumshaven Willemsoord) auch Alte Reichswerft Willemsoord (niederländisch Oude Rijkswerf Willemsoord) genannt, ist ein ehemaliger Hafen und Werftbetrieb der Niederländisch-Königlichen Marine in der in Nordholland liegenden Stadt Den Helder. Heute wird die rund 40 Hektar große Anlage als Standort verschiedener Museen und Freizeiteinrichtungen sowie als Yachthafen genutzt. Außerdem werden hier auch historische Schiffe instand gesetzt. Der Museumshafen ist eine der Touristenattraktionen in Nordholland.

## Geschichte
Die Geschichte der Werft, die eng mit der Geschichte Den Helders verknüpft ist, geht auf die Zeit der Besetzung Hollands durch Truppen der Ersten Französischen Republik im ausgehenden 18. Jahrhundert zurück.

### Vorgeschichte
Nach dem Angriff eines russisch-englischen Heeres auf die französischen Besetzer im Jahre 1799 – vier Jahre nach Gründung der Batavischen Republik – nahe der Ortschaft Groote Keeten an der Südseite der nordholländischen Halbinsel, entschied Napoleon Bonaparte, an der nördlichen Spitze der Halbinsel eine Festung zu errichten. Unter dem Ingenieur Jan Blanken wurde ein Entwurf zu einer Linie von Festungswerken erstellt, der auch die Anlage eines gesicherten Hafens mit Werft enthielt. Die damals schwach besiedelte Gegend schien Napoleon als Basis eines „Gibraltar des Nordens“ geeignet. 1812 akzeptierte er die Pläne Blankens. Er erlebte die Ausführung dieses Projektes jedoch nicht mehr, bereits 1813 wurden die Niederlande unabhängig.

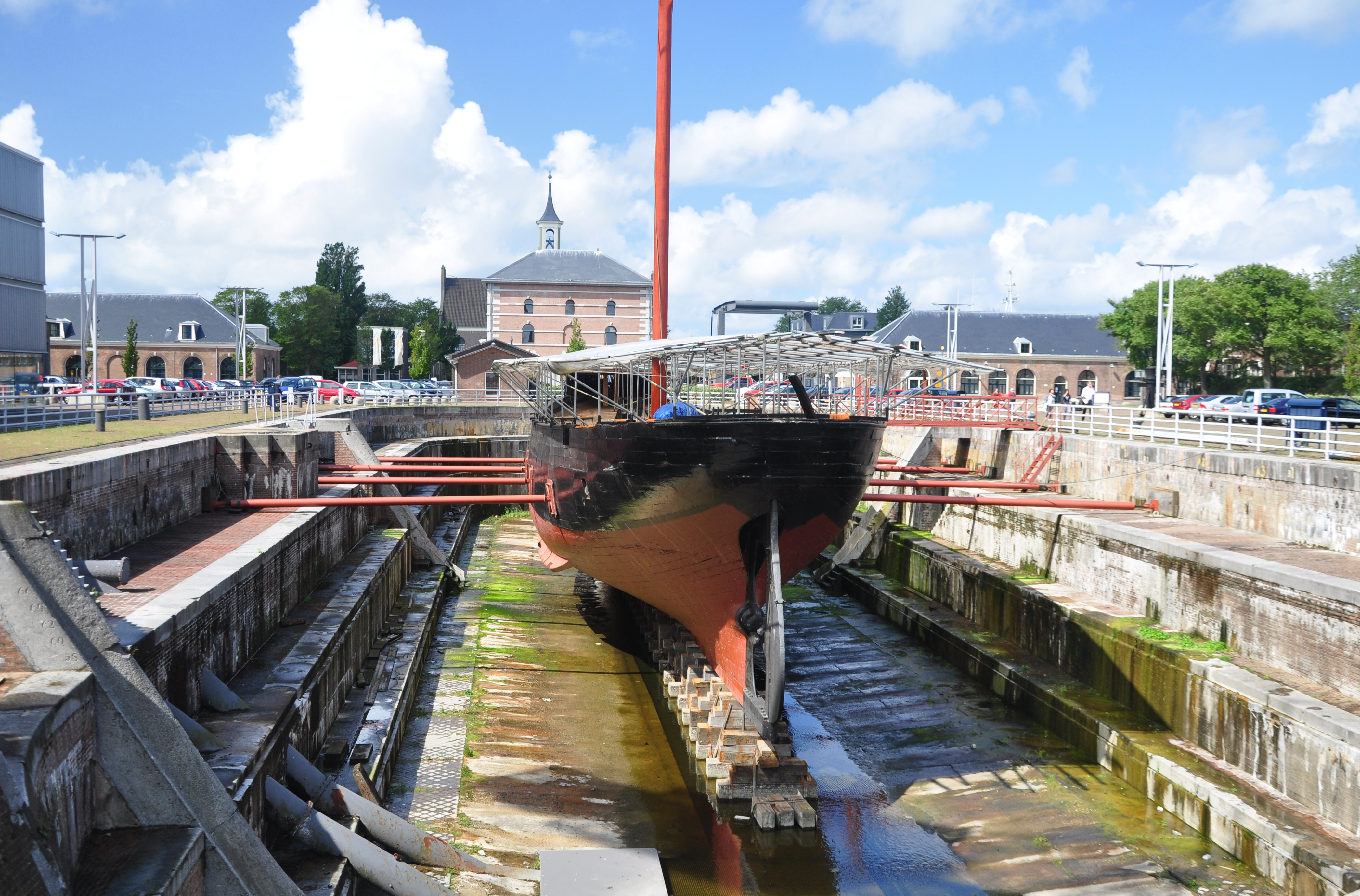
Eines der beiden historischen Trockendocks – nach wie vor zur Restaurierung alter Schiffe verwendet

### Bauherr König Willem I.
Im Auftrag des neuen Königs Willem I. wurden die Pläne überarbeitet, wobei der Umfang der Festungsbauten drastisch reduziert wurde. Die Arbeiten an Hafen und Werft begannen 1813. Im Jahre 1816 wurde auch mit dem Bau des Noordhollandsch Kanaals (ebenfalls von Jan Blanken geplant) begonnen. Dieser Kanal sollte zukünftig die Durchfahrt auch großer Schiffe nach Amsterdam ermöglichen. Insgesamt wurden rund 4000 Arbeiter beim Bau der Festungs- und Hafenanlagen eingesetzt.
Im Jahr 1822 waren die ersten Bauelemente in Willemsoord fertiggestellt: der Hafen selbst, ein Trockendock, eine See-Schleuse („Zeedoksluis“), das Dampfpumpenhaus und der Werft-Kanal. Der Hafen wurde eröffnet, er war der modernste Europas. Im Jahre 1827 war die Anlage komplett. Die Gebäude waren im klassizistischen Stil errichtet. Nach seinem Bauherren erhielt der Werfthafen seinen Namen.

### Zweite Bauphase
Ab 1857 bis 1866 kam es zu einer weiteren Bauphase. Ein zweites Trockendock entstand, und eine neue Pumpenstation wurde errichtet. Zu dieser Zeit wuchs auch die Ortschaft Den Helder rund um den Marinehafen – damals der größte Arbeitgeber der Region. Jugendliche wurden im Hafen mit Übernahmegarantie ausgebildet. In der ersten Hälfte des 20. Jahrhunderts entstanden dann die Maschinenbank-Werkstatt (Gebäude 60F), die Kesselmacherei (Gebäude 63), die Schiffswerkstatt (Gebäude 51), die Werkstatt der Stiefel- und Segelmacher (Gebäude 72) sowie Lagerhallen für Waffen, Munition und Proviant. Auch ein Dampflokschuppen wurde gebaut.

### Zweiter Weltkrieg
Während des Zweiten Weltkriegs wurde Willemsoord stark beschädigt. Da die deutschen Besatzer den Hafen nutzten, kam es zu mehrfachen Bombardierungen durch die Alliierten; Den Helder gehörte damit zu den wenigen Städten der Niederlande, die bombardiert wurden. Bei den Angriffen wurden Anlagen und Gebäude teilweise zerstört. Das alte Dampfmaschinengebäude (Gebäude 47) war von der Wehrmacht als Gefechtsstand verwendet worden, da es über die massivsten Mauern sowie einen als Schutzraum zu nutzenden Wasserspeicher verfügte. Das Dach war mit einer Stahlbetondecke verstärkt, Türen und Fenster weitgehend vermauert worden. In den 1970er Jahren wurde das Gebäude saniert, und man versuchte es weitgehend in seinen Originalzustand rückzubauen.

### Nachkriegszeit
Im Jahr 1947 entschied das niederländische Verteidigungsministerium, Den Helder zum wichtigsten Marinestützpunkt des Landes zu entwickeln. Die direkte Verbindung zum Meer, die strategische Nähe zu den wichtigsten Schifffahrtswegen in der Nordsee und das Vorhandensein einer großen Marinewerft waren ausschlaggebend. Seit 1947 wurde hier überdies das offizielle Zentrum aller nationalen Flotteneinsätze eingerichtet. Ab 1947 wurde mit dem Wiederaufbau des alten Hafens in Den Helder, der zukünftig als Instandsetzungswerft dienen sollte, sowie mit dem Bau eines neuen Hafens („Nieuwe Haven“) begonnen. Auf den Werften fanden bis zu 2500 Menschen Arbeit.
Ab dem Jahr 1993 übernahm der „Nieuwe Haven“ dann auch die vormals auf Willemsoord erbrachten Wartungsaufgaben für die Königliche Marine.

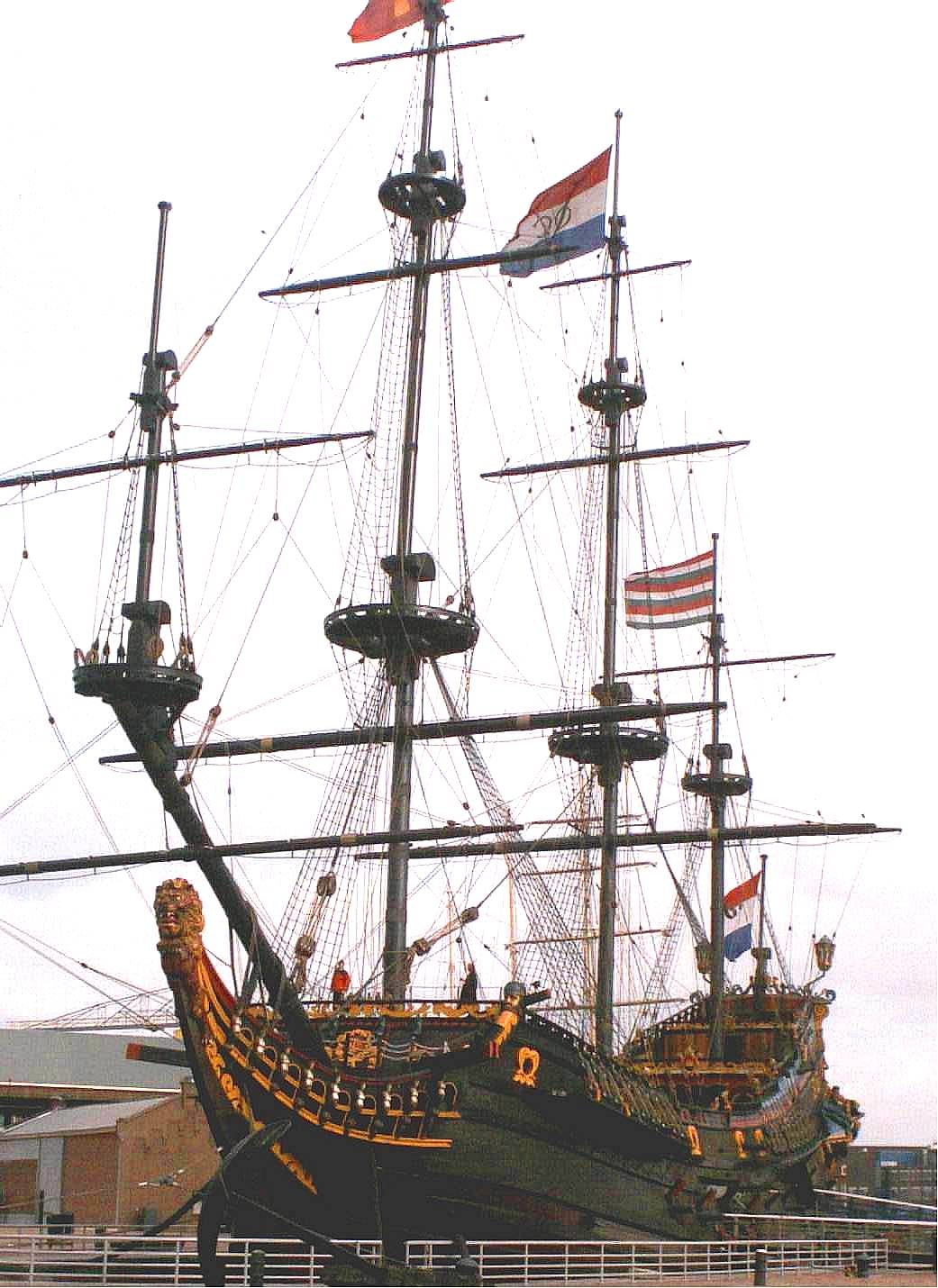
Die Replica der Prins Willem im Jahr 2004 im Trockendock von Willemsoord

### Der Brand der „Prins Willem“
Im Sommer 2009 verbrannte in einem der Willemsoorder Trockendocks eine Replica des Ostindienfahrers „Prins Willem“. Das Original – benannt nach Wilhelm von Oranien – war 1650 in Middelburg als bewaffnetes Handelsschiff gebaut worden und erstmals im Mai 1651 nach Batavia in See gestochen. Es war das Flaggschiff der niederländischen Ostindien-Kompanie und wurde kurze Zeit nach ihrer Jungfernfahrt zu einem Kriegsschiff aufgerüstet. Die „Prins Willem“ nahm an der Seeschlacht bei Kentish Knock teil und sank im Februar 1662 in schwerem Sturm in der Nähe von Madagaskar.
Die Replica des Schiffes war 1984 auf einer Werft in Makkum gebaut worden. Wie das Original war sie 68 Meter lang und 14 Meter breit. Viele Jahre stand sie im Freilichtmuseum „Holland Village“ im japanischen Nagasaki. Im Jahr 2003 war sie nach Den Helder überführt worden. Das Schiff gehörte der Firma Libéma und sollte Bestandteil eines zu errichtenden Vergnügungsparkes in Willemsoord werden. Im Juli 2009 brach ein Feuer aus, das trotz Bemühungen der Feuerwehr nicht mehr gelöscht werden konnte. Das Schiff brannte kontrolliert ab.

## Der Museumshafen heute
Nach Stilllegung der Marinewerft-Tätigkeiten in Willemsoord wurde die Anlage nicht mehr genutzt. Ende der 1990er Jahre versuchte der niederländische Vergnügungsparkbetreiber Libéma erfolglos, Willemsoord unter der Marke „Cape Holland“ in einen Freizeitpark umzuwandeln. Als das Projekt scheiterte, entschied die Stadtverwaltung von Den Helder, das historische Gebiet zu einem Touristenanziehungspunkt zu entwickeln. Im Jahr 2007 kam es zu einer Umstrukturierung der Besitzverhältnisse – die Gemeinde übernahm die bisherigen Eignergesellschaften Cape Holland Vastgoed B.V. und Cape Holland Exploitatie B.V.; seitdem gehört das Gebiet der Gemeinde Den Helder, die etwa die Hälfte der Anlage selbst betreibt, während die andere Hälfte von der königlichen Marine verwaltet wird. Der ursprünglich errechnete Investitions- und Finanzierungsplan konnte nicht eingehalten werden. Im Jahr 2011 wurde bekannt, dass die Anlaufverluste bislang höher, die Zuschüsse geringer als geplant ausfielen. Auch im Jahr 2012 rechnet die Gemeinde nun mit Verlusten aus dem Projekt.

### Museen
Die Marine betreibt in ihrem Teil der Anlage das moderne Marinemuseum Den Helder. Neben einer umfangreichen Ausstellung, die sich über mehrere Gebäude erstreckt und ein an Land aufgebocktes U-Boot mit einbezieht, nutzt das Museum auch den nördlichen Teil des inneren Hafens; hier liegen zwei historische Kriegsschiffe – das Rammschiff „Schorpioen“ (Baujahr 1868) und das Minensuchboot „Abraham Crijnssen“ (Baujahr 1936), die besichtigt werden können. In dem das Gesamtgelände umgebenden Außenhafen-Kanal liegt ein weiteres historisches Minenabwehrfahrzeug, die HNLMS „Hoogeveen“ (M 827).
Ein weiteres Museum in Willemsoord ist das Rettungsbootmuseum Dorus Rijkers, das der Geschichte der niederländischen Seerettung und der Sicherheit im Seeverkehr gewidmet ist. Auch zu diesem Museum gehören einige im Außenhafen der Anlage liegende historische Boote, mit denen Hafenrundfahrten durchgeführt werden.
Im Außenhafen liegen weitere Museumsschiffe, neben dem 1952 in Dienst gestellten Feuerschiff „Texel“ (Nr. 10) vor allem alte Dampfschlepper wie der „Y 8122“ (Baujahr 1936) und diverse Küsten- und Flusssegler wie die Ransdorp 28 „Vrouwe Elisabeth“.

### Yachthafen und Vergnügungseinrichtungen
Der Innenhafen von Willemsoord („Marina“) dient heute vorwiegend als Anlegestelle und Liegeplatz für Privatyachten. Hier können Bootsbesatzungen mit benötigten Dienstleistungen versorgt werden. Zunehmend richten sich auch wieder Schiffsreparaturbetriebe in der alten Bausubstanz ein.
In andere Gebäude der ehemaligen Marinewerft sind Cafés, Restaurants und kleinere Geschäfte eingezogen. Direkt an das Rettungsmuseum angrenzend ist das Theater De Kampanje. In Willemoord gibt auch einen Indoor-Spielplatz, ein Kino und ein Casino.

## Ansichten der Gesamtanlage

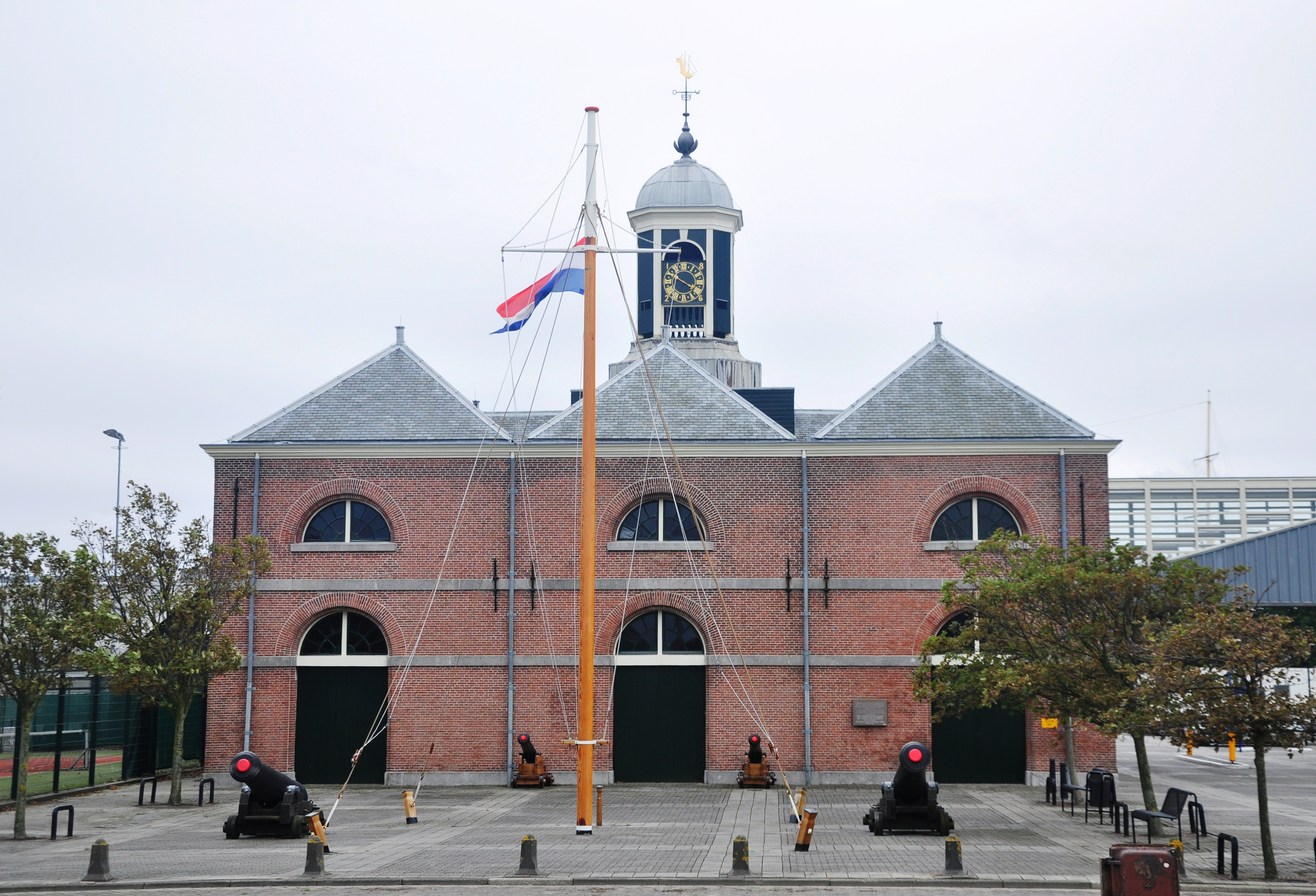
Vom Marinemuseum genutztes historisches Gebäude an der Nordseite des Geländes
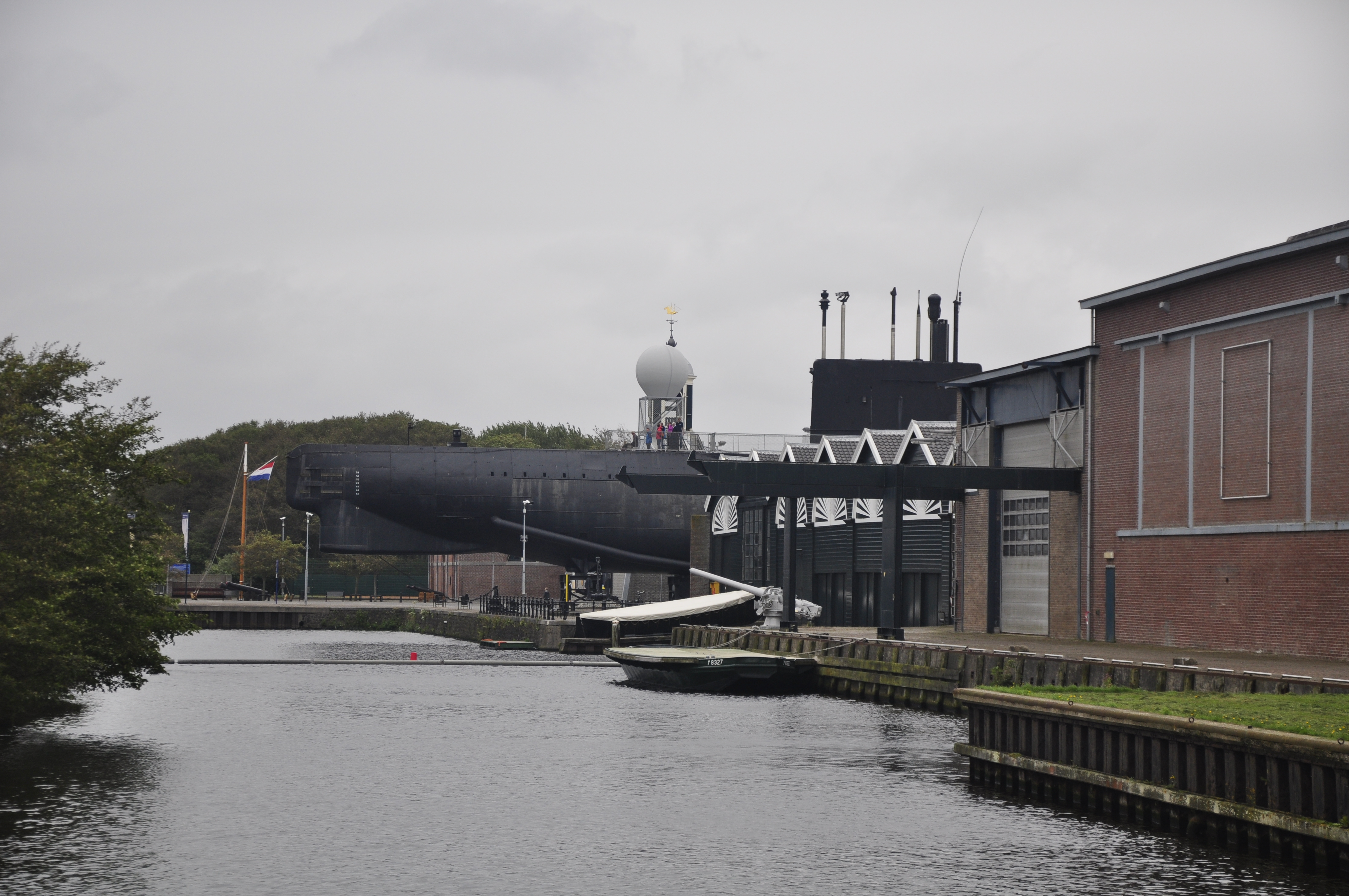
Der Bug des U-Bootes „Tonijn“ (Baujahr 1966) beim Marinemuseum
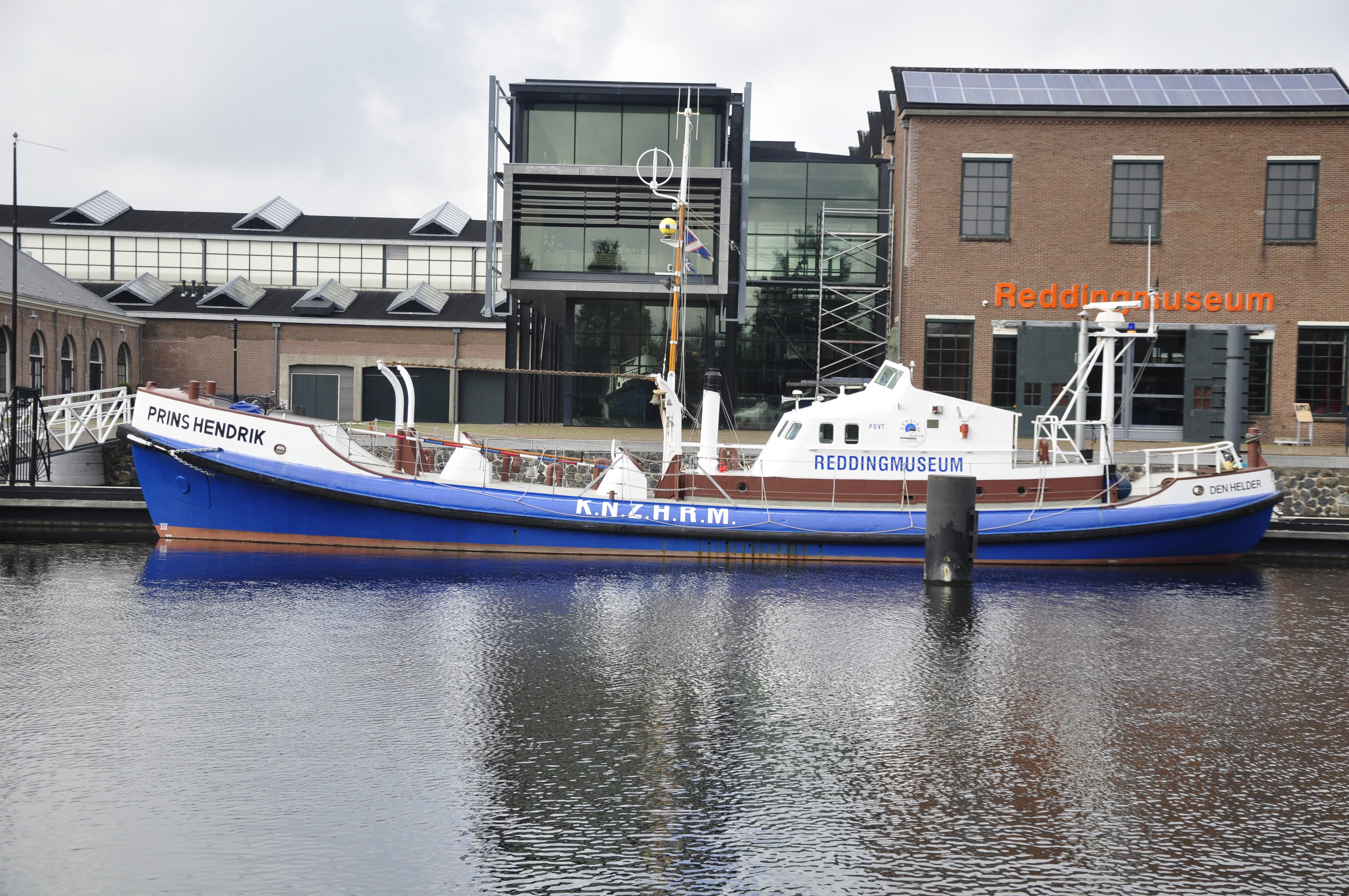
Das Rettungsmuseum mit der davor liegenden „Prins Willem“ aus dem Jahr 1951
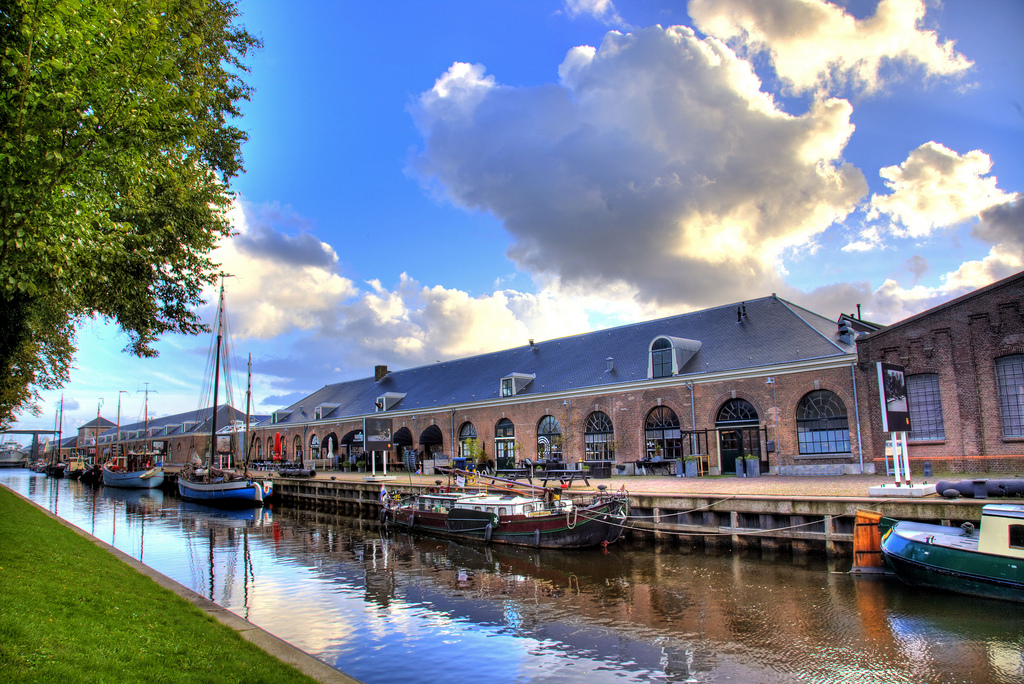
Das Gebäude 60 – die ehemalige Mastenmacherei – mit davorliegenden Küsten- und Flusseglern
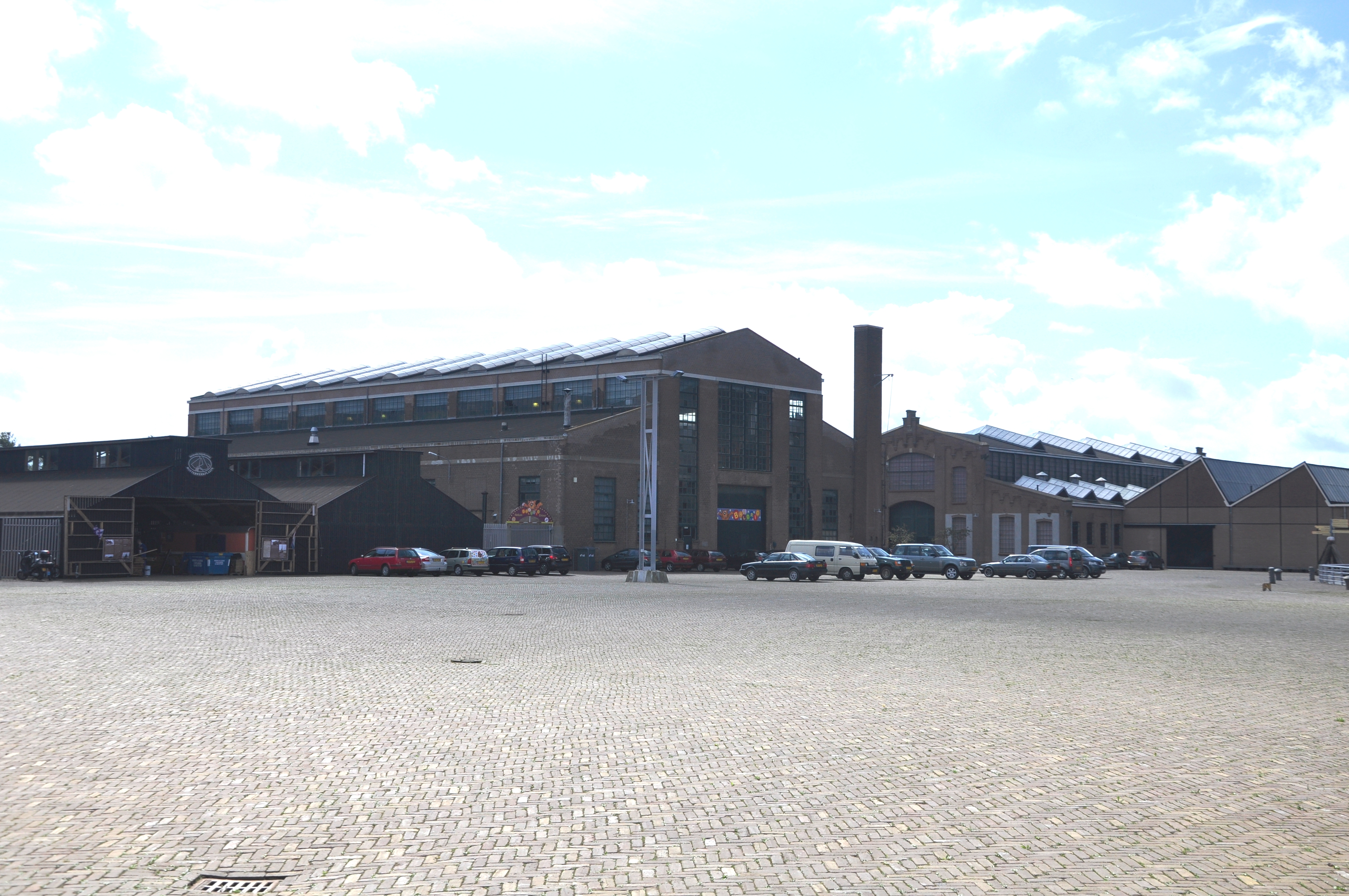
Alte Werfthalle, heute ein moderner Indoor-Kinderspielplatz
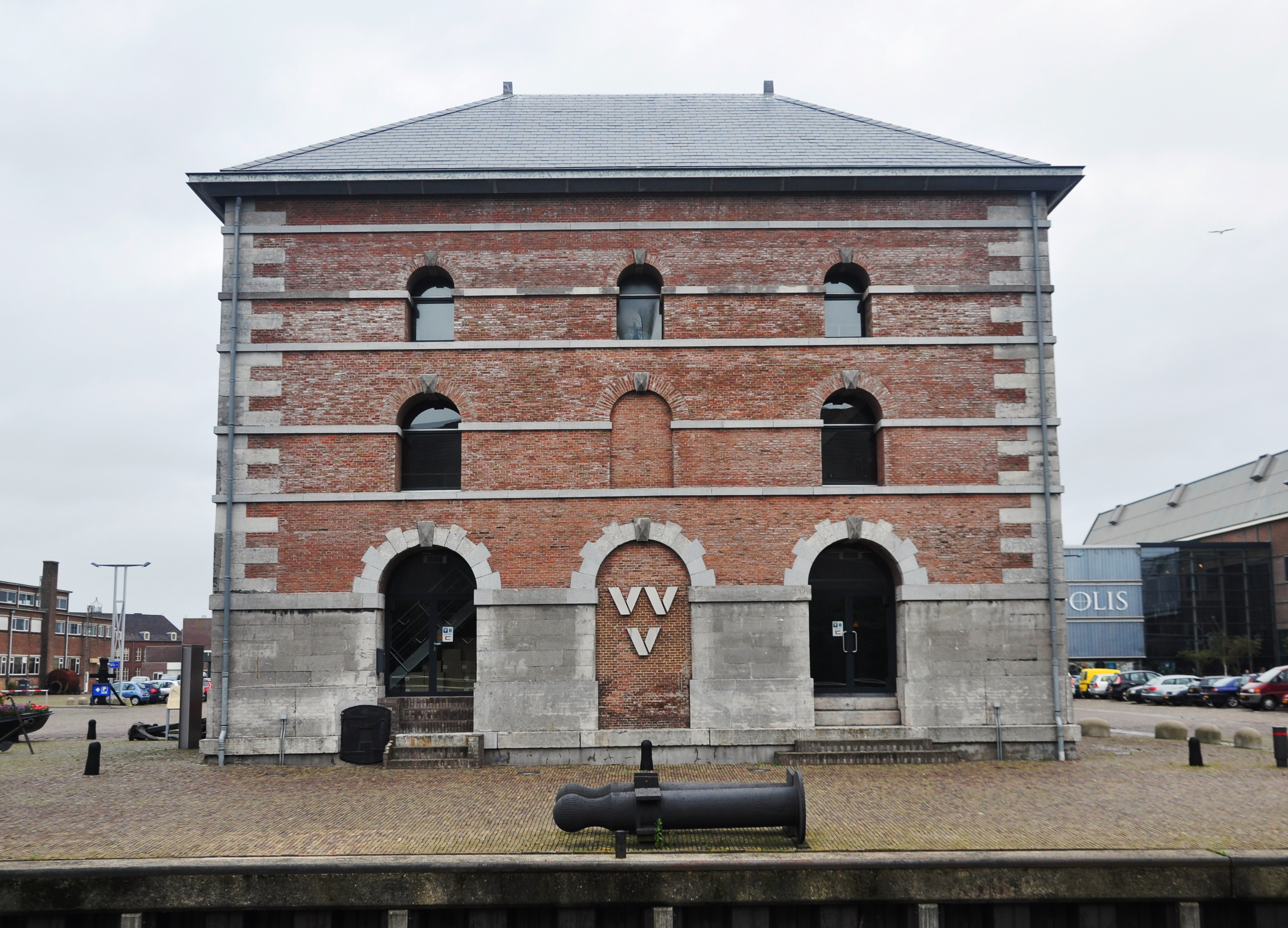
Das alte Dampfmaschinengebäude auf der Westseite
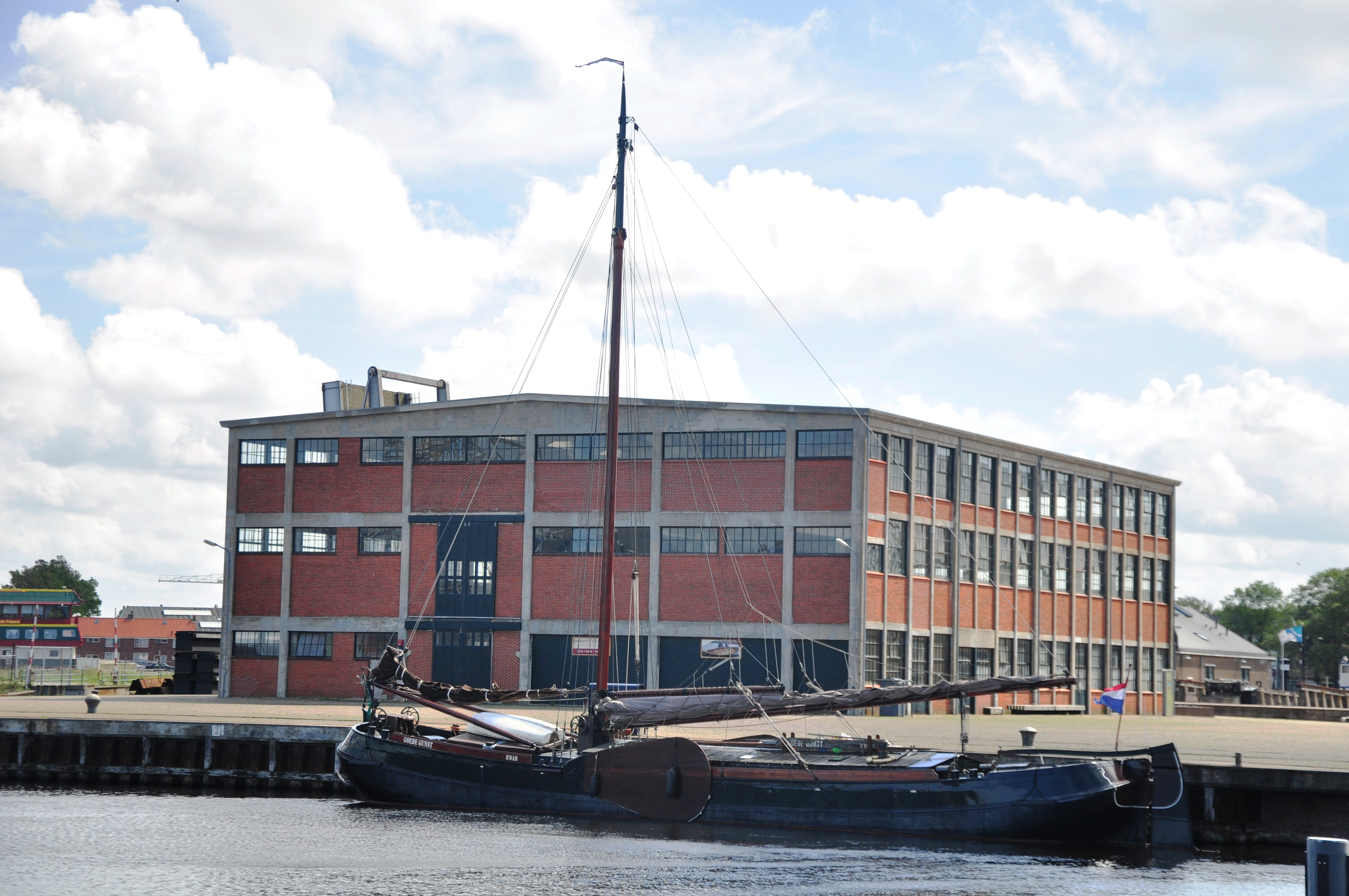
Moderne Halle im Osten des Geländes
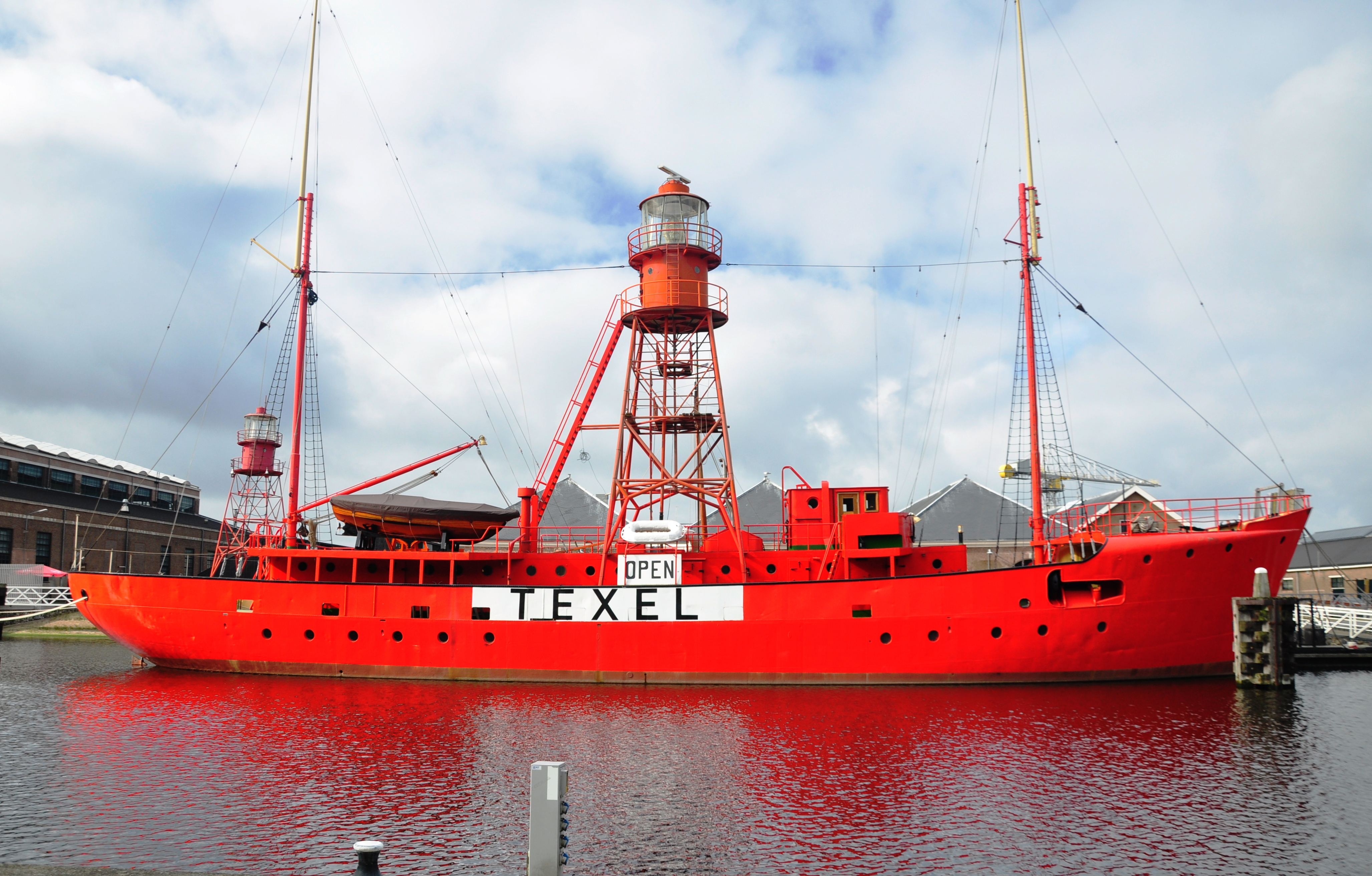
Feuerschiff „Texel“ im Museumshafen
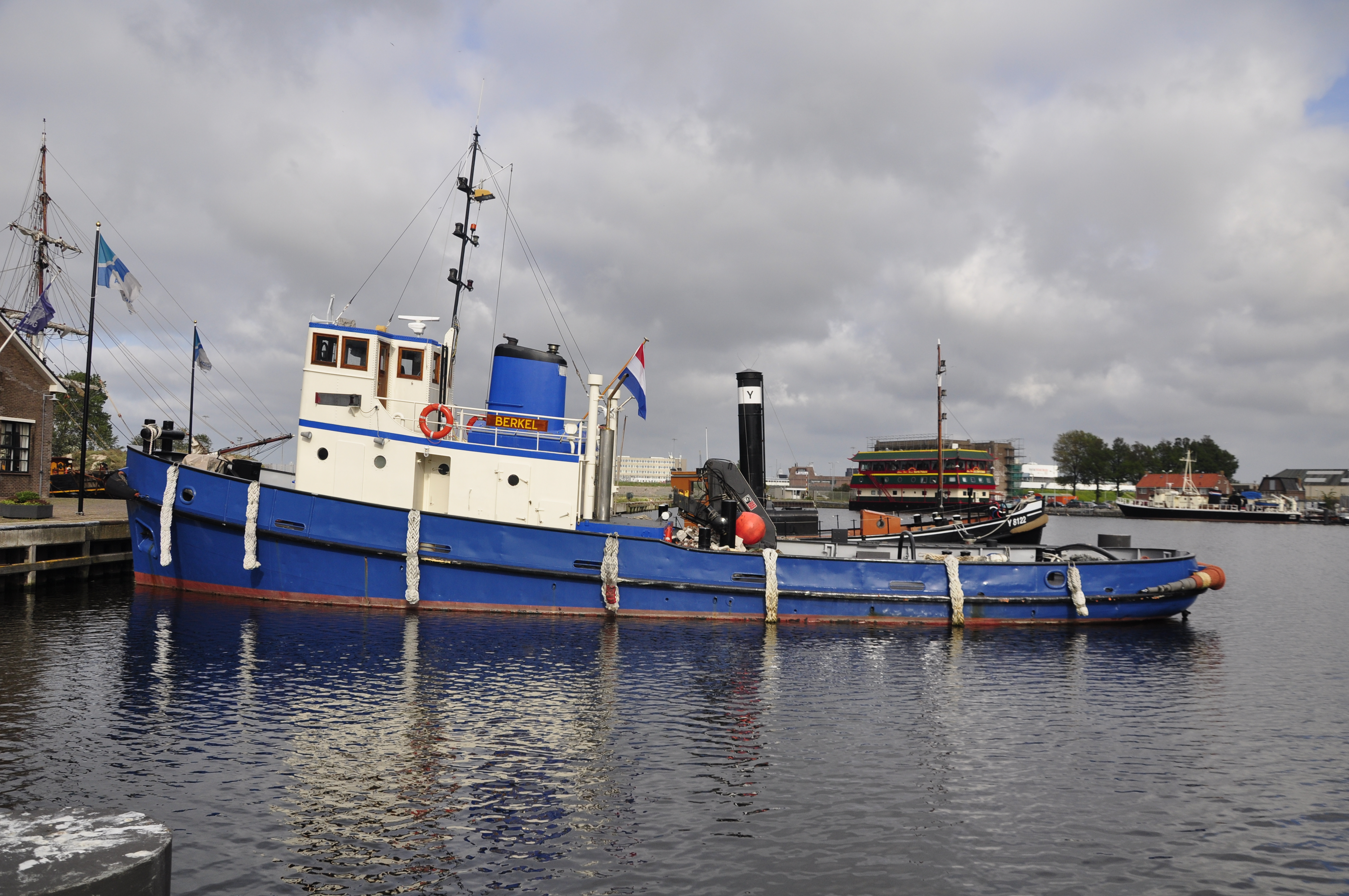
Das 1956 gebaute Hafen- und Flussschleppschiff „Berkel“
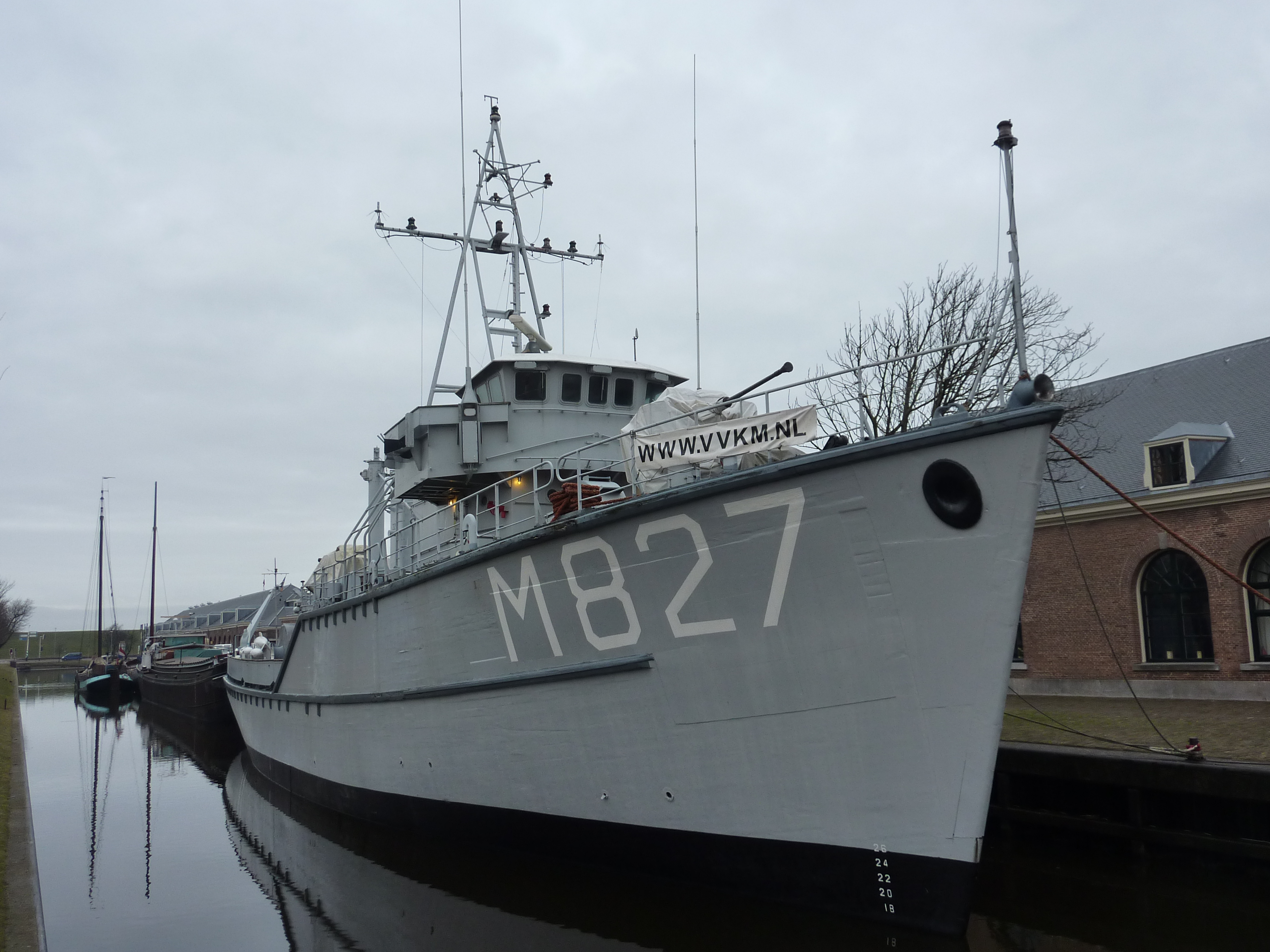
Der M 827-Minenräumer im Außenhafen